# سورن استپانیان (نقاش)
سورن شاوارشی استپانیان (ارمنی: Սուրեն Շավարշի Ստեփանյան؛ زاده ۲۳ مهٔ ۱۹۱۵ - درگذشته ۱۸ ژانویهٔ ۱۹۷۷) نقاش اهل ارمنستان بود.

## زندگی‌نامه
وی در در ۵ ژوئن [سبک قدیمی: ۲۳ مه] ۱۹۱۵ در آلکساندراپول به دنیا آمد و از کالج دولتی هنرهای زیبای پانوس ترلمزیان (۱۹۳۷) فارغ‌التحصیل گشت. وی همچنین برنده جوایزی همچون نقاش شایسته ارمنستان شوروی (۱۹۶۱) شد. وی در ۱۸ ژانویه ۱۹۷۷ در سن ۶۲ سالگی در ایروان درگذشت.